# آب‌چشمه
آب‌چشمه، روستایی در دهستان هندمینی بخش هندمینی شهرستان بدره در استان ایلام ایران است. این روستا، مرکز دهستان هندمینی است.

## جمعیت
بر پایه سرشماری عمومی نفوس و مسکن در سال ۱۳۹۵، جمعیت این روستا برابر با ۶۵۸ نفر (۱۶۹ خانوار) بوده‌است.

## مردم
مردم این روستا لر هستند و به زبان لری سخن می گویند.